# Споменик Живојину Мишићу
Споменик Живојину Мишићу се налази у центру Мионице, на истоименом тргу, подигнут је 1988. године, на 70-годишњицу пробоја Солунског фронта.
На споменику је представљен војвода Живојин Мишић, као војсковођа на коњу, са мачем у левој руци. Висина скулптуре је 3,3 метра, који је постављен на постамент о бетона, висине три метра. Скулптура је изливена у бронзи, док је постамент обложен гранитним плочама.